# Potop ladje RMS Lusitania
Potop britanske potniške prekooceanske ladje RMS Lusitania se je zgodil 7. maja 1915 med prvo svetovno vojno, ko je Nemčija vodila napad svojih U-podmornic proti Veliki Britaniji potem, ko je ta na začetku vojne blokirala Nemčijo. Lusitanio je na svoji 202 plovbi čez Atlantik torpedirala in potopila nemška podmornica U-20. Ladja je potonila v 18 minutah, 11 milj (18 km) južno od polotoka Old Head of Kinsale na Irskem, pri čemer je umrlo 1198 ljudi, preživelo pa jih je 765. Potopitev je v mnogih državah obrnila javno mnenje proti Nemčiji, prispevala k ameriškemu vstopu v prvo svetovno vojno in postala ikoničen simbol v vojaških kampanjah za novačenje vojnih dejanj.
Lusitania je postala žrtev torpednega napada razmeroma zgodaj v prvi svetovni vojni, preden so taktike za izogibanje sovražnim podmornicam pravilno razumeli in izvedli. Sodobne preiskave tako v ZDA kot v Veliki Britaniji o natančnih vzrokih izgube ladje so ovirale potrebne vojne tajnosti in propagandna kampanja za zagotovitev, da je vsa krivda padla na Nemčijo. Prepiri o tem ali je bila ladja zakonit vojaški cilj, sta ves čas Velika Britanija in Nemčija govorili svoje, saj sta obe strani podali zavajajoče trditve o ladji. V času, ko je bila potopljena, je poleg potnikov in posadke prevažala tudi več kot 4 milijone nabojev streliva z osebnim orožjem, skoraj 50 ton mitraljeza in 3.240 ton granat in molotov. V letih po potopu so se do razbitine potopili številni potapljači in raziskovalci, da bi dobili več informacij, saj so iskali podatke kako natančno je ladja potonila in prepir se nadaljuje še danes.

## Ozadje
Ko je bila Lusitania zgrajena, je britanska vlada subvencionirala njene stroške gradnje in obratovanja, pod pogojem, da se lahko po potrebi ladjo preuredi v trgovsko križarko z orožjem. Ob začetku prve svetovne vojne jo je britanska admiraliteta najela za rekvizicijo kot oborožena trgovska križarka, zato je bila uvrščena na uradni seznam AMC.
Admiraliteta je nato preklicala njeno prejšnjo odločitev in se odločila, da je navsezadnje ne bodo uporabljali na seznamu AMC;  velike linijske potniške ladje, kot je Lusitania, so porabile ogromne količine premoga (910 ton na dan ali 37,6 tone /na eno uro) in postale resen izpust rezerv goriva Admiralitete zato so bile ekspresne linijske ladje ocenjene, kot neprimerne za vlogo, med vojno.Bile so tudi zelo izrazite; zato so bile še naprej uporabljene za prevoz potnikov. Lusitania je ostala na uradnem seznamu AMC in je bila leta 1914 uvrščena kot pomožna križarka v reviji Jane's All the World's Boight Lhips, skupaj z njeno sestrsko ladjo RMS Mauretania.
Ob začetku sovražnosti je narasla resnost za varnost Lusitanie in drugih velikih linijskih ladij. Med prvim ladijskim plovbami proti vzhodu po začetku vojne je bila ladja preparvana v črno sivo barvno shemo, da bi poskušala zakriti njeno identiteto in jo zavarovati. Ko se je izkazalo, da nemško mornarico nadzira kraljeva mornarica, njihova trgovinska grožnja pa je skoraj v popolnoma izginila, se je zelo kmalu zdelo, da je Atlantik varen za ladje, kot je Lusitania, če so rezervacije rezervirale stroške vzdrževanja nje v službi.
Veliko linijskih plovil je plulo čez Atlantik jeseni in pozimi 1914–1915, deloma zaradi padajočega povpraševanja po potovanjih potnikov čez Atlantik, deloma pa zaradi zaščite pred škodo zaradi min in drugih nevarnosti. Med najbolj prepoznavnimi od teh linijskih plovil so bile nekatere na koncu uporabljene kot vojaške ladje, druge pa so postale bolniške ladje. Lusitania je ostala v komercialni službi; čeprav rezervacije na njej jeseni in pozimi nikakor niso bile velike, vendar povpraševanje je bilo dovolj veliko, da bi jo lahko obdržali v civilni službi. Sprejeti pa so bili ekonomični ukrepi. Ena od teh je bila zaustavitev njene kotlovnice št. 4 za varčevanje s premogom in stroškov posadke; to je zmanjšalo njeno največjo hitrost iz 25 na 21 vozlov (46 do 39 km / h).Kljub temu pa je ostala najhitrejša prvovrstna potniška linijska ladja, ki je ostala v komercialnih storitvah. 
Ker so očitne nevarnosti izginile, je tudi ladijska prikrita barvna shema padla in jo vrnila v civilne barve. Njeno ime je bilo napisano v pozlati, njeni dimniki so bili prebarvani v tradicionalno barvo družbe Cunard Line, nadgradnja pa je bila spet pobarvana v belo. Ena sprememba je bila dodajanje bronaste / zlate barve traku okoli podlage nadgradnje tik nad črno barvo.

## Zadnja plovba
Lusitania je 17. aprila 1915 izplula iz Liverpoola in 24. aprila priplula v New York na newyorški pomol št. 54. Medtem je nemško-ameriško cesarko veleposlaništvo razmišlalo kaj narediti če bi Lusitanio napadla nemška U-podmornica. Veleposlaništvo se je odločilo, da bo pred naslednjo plovbo potnike opozorilo naj ne potujejo na Lusitaniji. Cesarko veleposlaništvo je tako v vseh ameriških časopisih napisalo opozorilni oglas, vključno s tistim v New Yorku: 
OPOZORILO! 
POTNIKI, ki nameravajo začeti potovanje čez Atlantik, opozarjamo, da med Nemčijo in njenimi zavezniki ter Veliko Britanijo in njenimi zavezniki obstaja vojno stanje. Območje vojne vključuje vode, ki mejijo na britanske otoke. Plovila, ki plujejo pod zastavo Velike Britanije ali katerega od njihovih zaveznikov, lahko v skladu z uradnim obvestilom nemške vlade, U-podmornice ta plovila v teh vodah napadejo in potopijo. Zato potniki, ki potujejo v vojnem območju na ladjah Velike Britanije ali njenih zaveznikov, to storijo na lastno odgovornost. 
IMPERIJSKA NEMŠKA EMBASIJA 

Washington D. C., 22. april 1915 
To opozorilo je bilo natisnjeno na oglasu za povratno plovbo Lusitanie, vendar je bilo zaradi tehničnih težav v časopisih objavljeno šele 30. aprila, en dan pred odhodom. Opozorilo je povzročilo vznemirjanje v tisku ter zaskrbelo nekatere potnike in posadko ladje.

### Odhod
Medtem ko so bile zaradi vojaških prizadevanj dolžne številne britanske potniške ladje ostati v matičnem pristanišču, je Lusitania ostala na svoji tradicionalni poti med Liverpoolom in New Yorkom. 1. maja 1915 se je na ladjo vkrcalo 1.959 ljudi. Poleg svoje 694 posadke je prevažala 1.265 potnikov, večinoma britanskih državljanov, pa tudi veliko Kanadčanov, skupaj z 139 Američani. Njena nastanitev v prvem razredu, po kateri je bila znana na severnoatlantski poti, je bila rezervirana za nekaj več kot polovico zmogljivosti 290. Drugi razred je bil močno prekomerno napolnjen s 601 potniki, kar je daleč presegalo največjo kapaciteto 460. Medtem ko je bilo veliko majhnih otrok in dojenčkov na krovu so pripomogli k zmanjšanju stiskanja v omejenem številu in štiriposteljnih kabin, situacijo so na koncu odpravili tako, da so nekateri potniki drugega razreda lahko zasedli prazne kabine prvega razreda. V tretjem razredu je veljalo, da je položaj norma za prehod proti vzhodu, saj je le 373 potovalo v nastanitvenih objektih, zasnovanih za 1.186 ljudi. 
Kapitan William Thomas Turner, znan tudi, kot "Bowler Bill", se je vrnil na staro poveljstvo k Lusitaniji. Prejšnjemu kapitanu ladje, Dowu so naročili naj si vzame dopust zaradi stresa pri načrtovanju zaščite ladje pred sovražnimi podmornicami. Turner je poskušal pomiriti potnike z obrazložitvijo, da jo je hitrost ladje varna pred napadom podmornice. Vendar je Cunard zaprl eno od štirih ladijskih kotlovnic, da bi zmanjšal stroške za redna naročena vojna potovanja, kar zmanjša njeno največjo hitrost s 25,5 na približno 22 vozlov. Lusitania je tako 1. maja 1915, ob 12:20, izplula iz New Yorka na svojo 202 plovbo čez Atlantik v Liverpool, z 1.959 ljudmi na krovu (med njimi tudi trije nemški državljani). Nekaj ur po odhodu ladje je sobotna večerna izdaja Washington Times na svoji naslovnici objavila dva članka, oba pa sta se nanašala na opozorila za povratno plovbo.  

### Dejavnost podmornice
Medtem, ko je Lusitania plula čez Atlantik na vzhod, je britanska Admiraliteta spremljala stanje in delovanje nemške podmornice U-20 pod poveljstvom kapitana Waltherja Schwigerja, ki je bila takrat dejavna v Irskem morju. Podmornica U-20 je do tedaj potopila že veliko britanskih ladij. Od 4. maja se je zadrževala 160 km južno od Irske obale. 5. maja je kraljeva vojna mornarica poslala neobvezno sporočilo vsem ladjam - "Podmornica je dejavna ob južni obali Irske",ob polnoči pa je dodala redna nočna opozorila, "Podmornica dejavna zunaj Fastneta". Kapitan Turner je 6. maja zvečer prejel dve opozorili britanske Admiralitete in je sprejel predvidne varnostne ukrepe. Ena od teh je bila, da so bile vse zunanje luči na ladji ugasnjene, da ladja tako ne bi bila vidna medtem, ko bi vstopala v vojno območje. Vendar je tisti večer na ladji potekal koncert sklada Seamenovih dobrodelnih organizacij in kapitan Turner se je udeležil koncerta v jedilnici prvega razreda.
7. maja okoli 11. ure je admiraliteta na vse ladje poslal še eno opozorilo, najbrž na zahtevo Alfreda Boota, ki je bil zaskrbljen zaradi Lusitanie: "U-podmornica je potopila še eno ladjo, zdaj nadaljuje pot na severozahod." Booth in ves ladje na poti v Liverpool so prejele novico o potopitvi, o čemer je Admiraliteta vedela vsaj ob 3:00 uri tisto jutro. Turner je prilagodil smer proti severovzhodu, ne vedoč, da se bo to poročilo nanašalo na dogodke prejšnjega dne in očitno razmišljajoče, da se podmornice pogosteje zadržujejo na odprtem morju, da bi zato Lusitania plula bližje obali saj bi bila tako varnejša. Ob 13:00 je bilo prejeto drugo sporočilo, "Podmornica pet milj južno od rta Clear, nadaljuje pot proti zahodu, nazadnje opažena ob 10:00 uri." To poročilo je bilo povsem netočno kot, da na tej lokaciji ni bila nobena podmornica.
Podmornica U-20 je imela malo goriva in le tri torpede na krovu. 7. maja zjutraj je bila vidnost slaba in Schwieger se je odločil, da se odpravijo domov. Podmornica se je potopila ob 11. uri, potem ko je Schwieger videl ribiško ladjo, za katero je verjel, da je britanska patrulja, in se kmalu zatem odločil, da je ne bo napadel. To je pomožni križar HMS Juno videl in se vrnil v Queenstown (danes Cork), ko je ob 7:45 prejel opozorilo o dejavnosti podmornice v bližini Queenstownskega pristanišča.:216

### Potopitev
Lusitania je bila 6. maja zvečer od zahodne južne obale oddaljena 750 milj (1.210 km) in takrat je ladja zaplula v napovedano vojno območje. Do 5:00 ure zjutraj 7. maja je dosegla točko dobrih 190 km jugozahodno od rta Fastnet ( najjužnega rta Irske), kjer je srečala z britansko morsko patruljo Partridge. Ob 6:00 se je ladji približala gosta megla in posadka je naročila dodatno opazovanje ladijskim opazovalcem. Nekatere potnike je motilo, da je ladja skozi trobila na ladijske piščali na svojih dimniki. Ko se je ladja približala Irski, je kapitan Turner ukazal ob 8:00 zmanjšati hitrost ladje na 8 vozlov, uro pozneje pa povečati na 13 vozlov. Ob 10:00 se je megla začela dvigati in do poldneva je ladjo nad čistim mirnim morjem zasijalo sonce. Hitrost ladje se je povečala na 18 vozlov in Lusitania je tako nadaljevala svojo 202 plovbo čez Atlantik v Liverpool kamor je nameravala pripluti pozno popoldne.
Podmornica U-20 se je na površju znova prikazala ob 12:45 saj je bila vidljivost zdaj odlična. Ob 13:20 je posadka na vzhodu zagledala nekaj črnega in Schwigerja so poklicali na stolp podmornice. Skozi daljnogled je bilo videti črno ladjo, ki je oddajala siv dim. Po barvi je bilo ugotovljeno, da je to Lusitania in Schwieger se je odločil torpedirati ladjo, saj je mislil, da je ladja obrožena, kot pomožna trgovska križarka, ki prevaža orožje in strelivo. Pet minut pozneje se je podmornica U-20 potopila na globino 8 metrov ter sledila Lusitaniji z največjo podvodno hitrostjo 9 vozlov. Ko se je podmornica U-20 obrnila v pravilen položaj za napad, se je Lusitania obrnila in Schwieger se je ustrašil, da so jih opazili vendar se je kmalu zatem ladja obrnila nazaj, tokrat v pravilen položaj za napad. Ob 14:09 je Schwieger dal ukaz za izstrelitev enega torpeda in takrat je podmornica izstrelila en torpedo proti Lusitaniji, ki je bila od podmornice oddaljena 700 metrov. 

Ob 14:10 je torpedo zadel Lusitanio. Schwieger je opisal: 
Torpedo je ladjo zadel na desnem trupu pod vodno gladino, tik za ladijskim mostom. Kmalu je v trupu eksplodirala še ena nenavadna eksplozija, s črnim oblakom v zraku. Ladja je zavila levo, a se je kmalu ustavila in nato je premec začel toniti. Ime na trupu "Lusitania" je bilo nekaj minut po eksploziji videti v zlati barvi. 
Raimund Weisbach, častnik skladišča s torpedi in minami na podmornici U-20, si je skozi periskop ogledal Lusitanio medtem, ko je tonila in pripomnil je, da je bila eksplozija huda.}Šest minut po eksploziji se je potapljanje ladje malo upočasnilo. 
Medtem je osemnajst letni opazovalec Leslie Morton z daljnogledom opazoval morje, ko je opazil tanke črte pene, ki so drvele proti ladji. Zavpil je: "Torpedo prihaja na desni strani!" Torpedo je zadel Lusitanio tik za ladijskim mostom s tem pa je v zrak vzletel velik val vode, ki je podrl en reševalni čoln na glavni palubi. "Zvenelo je, kot da je udarilo kladivo z milijon tonami, visoko par sto metrov" je dejal en potnik. Sledila je druga močnejša eksplozija, ki je visoko v zrak nad palubo ponesla nekaj kosov železa, jekla, zakovic, premoga in prahu. Vnosi v dnevnike Schwiegerja dokazujejo, da je izstrelil le en torpedo. Nekateri dvomijo v utemeljenost te trditve in trdijo, da je nemška vlada pozneje spremenila objavljeno pošteno kopijo dnevnika Schwiegerjevega: 416–19, vendar računi drugih članov posadke U-20 to ne potrjujejo. Vnosi so bili skladni tudi z radijskimi poročili, ki jih je Nemčija pošiljala na podmornico U-20, ko se je vrnila v Severno morje, pred kakršno koli možnostjo uradne prikrite.
Ob 14:12 je kapitan Turner krmarju ukazal usmeriti ladjo proti irski obali, kar je krmar tudi storil, vendar ladja ni mogla hitro pluti saj je bilo krmilo zaradi eksplozije močno poškodovano in je bilo zato težko upravljati z ladjo. Minuto pozneje je kapitan v strojnico poslal opozorilni signal, da naj kljub delovanju ladijskih strojev vsi takoj zapustijo strojnico, vendar iz strojnice ni bil sprejet noben odgovor. Ladijski operater je minuto po torpediranju v eter poslal takojšnji SOS signal, ki je bil sprejet z brezžične radijske postaje na obali. Ob 14:14 je na ladji zmanjkalo elektrike in tako je voda poplavila temno podpalubje. Svetlobo je posadka naredila z žepnimi svetilkami, vendar nobena dvigala niso delovala in so v podpalubju ujela veliko potnikov, neprepustnih vrat, ki so bila pred napadom kot previdnost zaprta, ni bilo mogoče ponovno odpreti, da bi izpustili ujete kurjače, zaradi česar so se vsi utopili. 
Ob 14:15, minuto potem, ko je na krovu prišlo do stika elektrike, je kapitan Turner ustavil ladjo in ladijske stroje ter ukazal zapustiti ladjo. Voda je poplavila več, kot polovico spodnjih prostorov na desni strani zato je nastal 15 stopinjski nagib na desni strani.
Lusitania je imela 48 reševalnih čolnov, dovolj za vse ljudi na krovu, vendar je spuščanje čolnov zapletel velik ladijski nagib. Deset minut potem, ko je bila ladja torpedirana in se je potapljanje ladje dovolj upočasnilo, je posadka začela polniti reševalne čolne z ljudmi. Reševalni čolni na desni strani so se zazibali predaleč, da bi se potniki varno vkrcali vanj. Medtem, ko je bilo se možno vkrcati na reševalne čolne na levi strani, je njihovo spuščanje predstavljalo drugačen problem. Kot je bilo značilno, so bile plošče trupa Lusitanie zakovičene in ko so bili reševalni čolni spuščeni, so drseli ob zakovice, ki so grozile, da bodo čolne resno poškodovale, preden bodo varno spuščeni v vodi.
Veliko reševalnih čolnov se je med spuščanjem prevrnilo in padlo v morje; drugi so se z gibanjem ladje prevrnili, ko so bili spuščeni v vodo. Trdilo se je, da so nekateri čolni zaradi malomarnosti nekaterih častnikov padli s palube, pri čemer so potnike podrli in potisnili proti mostu. To so pričevanja potnikov in posadke. Nekateri člani posadke so med spuščanjem čolnov v vodo izgubili oprijem vrvi, s katero so se čolni spuščali, zaradi česar so potniki padli v hladno vodo. Drugi čolni so se zavrteli ob spuščanju, ko so nekateri panični ljudje hoteli skočiti v čolne. Od 48 reševalnih čolnov jih je bilo uspešno spuščenih le šest, vsi z desne strani. Reševalni čoln 1 se je ob spuščanju prevrnil, a se je kmalu zatem uspel pravilno obrniti in kasneje napolniti z ljudmi, ki so padli v vodo. Reševalni čolni 9 (5 ljudi na krovu) in 11 (7 ljudi na krovu) so uspeli varno priti do vode z nekaj ljudmi, a sta oba pozneje pobrala veliko plavalcev. Reševalna čolna 13 in 15 sta tudi varno prišla do vode, preobremenjena z okoli 150 ljudmi. Nazadnje je reševalni čoln 21 (52 ljudi na krovu) varno dosegel vodo in zapustil ladjo nekaj trenutkov pred njenim dokončnim potopom. Nekaj ladijskih zložljivih reševalnih čolnov je padlo s palube, ko se je potopila, ti zložljivi čolni pa so zagotovili varne splave za plavalce.
Ladjo sta zapustila tudi dva reševalna čolna na levi strani. Reševalni čoln 14 (11 ljudi na krovu) je bil varno spuščen, a ker kobilica čolna ni bila v vodi, se je čoln napolnil z morsko vodo in potonil skoraj takoj po dosegu vode. Kasneje je reševalni čoln čoln 2 veslal stran od ladje z novimi potniki (prejšnji so padli v morje, ko so spuščali čoln), potem ko so odstranili vrv. Veslali so kmalu, preden je ladja potonila.
Na palubah je zavladala panika. Schwieger je to opazoval skozi periskop U-20 in ob 14:25 spustil periskop in se odpravil v spalnico na podmornici. Pozneje v vojni je Schwieger umrl, ko je podmornica U-88, na kateri je poveljeval, 5. septembra 1917 v severnem morju zadela britansko morsko mino in potonila.  V potopu podmornice U-88 ni nihče preživel. 
Kapitan Turner je bil medtem na ladijskem mostu in je pregledoval ladijski dnevnik z opozorili admiralitete, ki jih je poslala pred nevarnost U-podmornic, ko je voda dosegla ladijski most. Ko je bil ves ladijski most pod vodo, je kapitan Turner odšel iz mostu in uspelo mu je priplavati na površje ter se rešiti na plavajoči stol v vodi. S seboj je vzel ladijski dnevnik in grafikone, preživel pa je potem, ko je stol uporabljal, kot splav in se ulegel nanj. Ladijski premec je zaradi plitve vode z vso silo udaril v morsko dno. Ob udarcu so eksplodirali vsi kotli, tudi tisti, ki je povzročil zrušitev tretjega dimnika. Drugi trije dimniki so se kmalu zatem zrušili. Ladja je od torpediranja do mesta potopa preplula 2 milji (3 km) za seboj pa pustila sled naplavin in ljudi. Po udarcu premca v morsko dno in zrušitvi vseh štirih dimnikov, se je ladijska krma dvignila v zrak, da so propelerji gledali iz vode in ob 14:28 je ladja dokončno potonila pod morsko gladino. 
Lusitania je potonila v samo 18 minutah, 11 milj (18 km) južno od polotoka Old Head Of Kinsale. Podmornica U-20 se ni dolgo časa zadrževala na kraju potopa ampak je nadaljevala pot v Kiel. Po potopu je minilo približno štiri ure preden so irski reševalci in irski ribiči prispeli na kraj dogodka in rešili preživele. Veliko ljudi je med čakanjem v hladni vodi zaradi nizke temperature vode 11°C, padla v nezavest in utonila. Britanski potniški prekooceanski parnik HMS Juno je z reševalci odplul na kraj potopa in preživele odpeljal v najbližje pristanišče v Queenstownu (danes Cork). Zadnji preživeli so v pristanišče prispeli ob 21:00. Preživelo je 765 ljudi medtem, ko je v potopu umrlo 1.198 ljudi, med njimi tudi 128 Američanov. Po prihodu v Queenstown so še trije moški umrli zaradi poškodb, ki so jih utrpeli med potopom.
Po besedah Bailey in Ryan je Lusitania potovala brez zastave, njeno ime pa je prekrivalo temna barva. 
Ena zgodba - urbana legenda - pravi, da ko je Schwieger dal ukaz za izstrelitev enega torpeda, četrti častnik Charles Voegele, ni hotel sodeloval v napadu na ženske in otroke in je ukazal zavrnil, zaradi česa je bil do konca vojne v Kielu zaprt v vojaškem zaporu. Ta govorica je iz leta 1972, ko je francoski dnevni list Le Monde objavil pismo uredniku.

### Posadka in potniki

#### Preživeli

##### Posadka
William Thomas Turner, kapitan Lusitanie                                                                                                                                                                                                                             

##### Potniki
Oliver Percy Bernard, gradbeni arhitekt 
Josephine Brandell, avstrijska igralka in pevka 
Avis Dolphine, 12 - letna prijateljica profesorja Ian Holbourn s katerim se je spoznala na glavni palube Lusitanie
Ogden H. Hammond, ameriški politik in industrijalec
Rita Jolivet, francosko-ameriška igralka
Ian Holbourn, britanski profesor in pisatelj
Margaret Lady Mackwohort, britanska industrijalka
Sir Frederick Orr-Lewis, kanadski industrijalec 
Theodate Pope Riddle, ameriški arhitekt in filantrop 
D. A. Thomas, britanski politik in industrijalec
Scoot Turner, ameriški ladijski strojnik
Gwynn Parry Jones, svetovno znani tenorist 

##### Žrtve
Thomas O'Brien Butler, irski skladatelj in dirigent 
William Broderickt Cloete, rudarski podjetnik
Marie Depage, belgijska medicinska sestra 
Justus Miles Forman, ameriški dramatik in romanopisec 
Charles Frohman, ameriški gledališki predstavnik
Albert L. Hopkins, ameriški predsednik ladjedelnice Newport News Shipbuilding 
Elbert Hubbard, ameriški pisatelj in založnik 
Charles Klein, ameriški gledališki ravnatelj 
Alfred Gwyne Vanderbilt, ameriški večmilijonski poslovnež
Hugh Lane, ameriški zbiralec umetnin 
Rev. Dr. Basil W. Marturin, britanski avtor in teolog 
Frederick Stark Pearson, ameriški strojnik in podjetnik
Frances Mclnoth Stephens, montrealski socialist 
Lothrop Withington, ameriški zgodovinar in urednik knjig       

## Uradne poizvedbe o potopu
Takoj po potopu je 8. maja tamkajšnji okrožni preiskovalec John Hogan na polotoku Kinsale odprl preiskavo smrti treh moških, ki jih je s preživelimi HMS Juno odpeljal v Queenstown in so pozneje umrli. Večina preživelih (in mrtvih) so odpeljali v Queenstown namesto v Kinsale, ki je bila veliko bližje. Kapitan Turner je 10. maja izjavil o potopu, kjer je opisal, da je ladjo med tretjim in četrtim dimnikom zadel en torpedo. Takoj je sledila druga eksplozija. Priznal je, da je prejel splošna opozorila o podmornicah, vendar ni bil obveščen o potopu Earla Lathoma. Izjavil je, da je prejel druga navodila admiralitete, ki jih je izvedel, vendar o njih ni smel razpravljati.  Poročevalec je izrekel razsodbo, da je pokojnik utonil po napadu na neoboroženem plovilu, ki ni bilo v boju, v nasprotju z mednarodnim pravom. Pol ure po zaključku preiskave in rezultatih, ki so jih dali novinarjem, je kronski odvetnik za Cork, Harry Wynne, prišel z navodili, da ga ustavijo. Kapitan Turner ne bi smel dokazovati nobenih napotkov glede ladijskega prometa o izogibanju podmornic in jih ne bi smel dati.:330–332

### Odbor za preiskavo ladijske trgovine
Uradna preiskava o potopu Lusitanie se je začela 15. junija v Westminster Hall. Preiskavo je vodil sodnik John Bigman, ki je leta 1912 vodil preiskavo potopa Titanica. V preiskavi je sodeloval generalni državni tožilec Anglije in Walesa, Edward Carson. Na preiskavo je bilo poklicanih tudi 36 preživelih prič. Zaslišanja med 15. in 18. junijem so potekala za zaprtimi vrati in zajemala gradivo, povezano z zadnjo plovbo Lusitanie. 
Med odprtimi zaslišanji je admiraliteta poskušal za nesrečo obtožiti kapitana Williama Turnerja, da bi opozorila na njegovo domnevno malomarnost pri opravljanju dolžnosti na ladji. Poveljnik kraljeve mornarice John Fisher je Turnerja imenoval nesposobnega človeka in lovca ter upal na zgodnjo aretacijo kapitana. Winston Churchill je bil prvi, ki, je dejal, da bo proti Turnerju takoj vložena tožba. Direktor trgovine, Richard Webb, je predpostavil, da je kapitan Lusitanie zarotoval z nemškim vojaškim poveljstvom. Začel je tudi naštevati radiograme, poslane Lusitaniji, ki naj bi jih Turner ignoriral. 
William Turner je bil obtožen, da ni spoštoval pravil varne plovbe in da je kršil navodila admiralitete, kar je povzročilo pomanjkanje hitrosti ladje, njegov neposredni potek in kratka oddaljenost do obale. Sodišče je ugotovilo, da se je hitrost zmanjšala zaradi vremenskih razmer, a se je nato spet povečala na 18 vozlov. Treba je vedeti, da je Lusitania prva ladja v prvi svetovni vojni, ki jo je napadla U-podmornica s hitrostjo nad 15 vozlov. V času napada je bila Lusitania od obale oddaljena 20 km, kar je upoštevalo vsa navodila, da naj je ladja od obale oddaljena vsaj 8 km. Poleg tega je telegram admiralitete poročal o podmornici 32 km stran na morju. Po posvetovanju z dvema pomočnikoma Jamesom Andersonom in Johnom Piperjem (nobeden od njih ni preživel) se je kapitan Turner odločil, da je priporočljivo, da ostanejo bližje obali, in naročil spremembo smeri plovbe. Zaradi tega je sodišče obtožbe ugotovilo kot neutemeljene. 
Pozneje so bili kapitan Turner, njegova posadka, družba Cunard Line in kraljeva mornarica oproščeni, krivda in obtožba pa sta padli samo na Nemčijo in nemško vlado. Vsa odgovornost je padla na vlado nemškega cesarstva. 

### Ameriški odziv
V ZDA so proti Cunardu vložili 68 tožb. Vse so bile opravičene leta 1918.  Preiskavo je vodila sodnica Julies Meyer, ki je leta 1912 pomagala voditi preiskavo potopa Titanica.  Primer je bil zaslišan v odsotnosti porote. Obe strani sta se vnaprej strinjali, da na sestanku ne bo obravnavano vprašanje prevoza Lusitanie z vojaškim in osebnim tovorom. V Združenem kraljestvu je pričalo 33 ljudi, ki niso mogli priti v ZDA. Med njimi je bil tudi kapitan Turner. V ameriški preiskavi je postal bolj aktiven pri zagovarjanju pravilnosti svojih dejanj in svoje absolutne nedolžnosti v napadu. Turner je dejal, da nima razloga, da bi verjel, da je gibanje linijskih ladij z visoko hitrostjo cik-cak varno. To je potrdil primer, ko je podmornica uspešno napadla drugo ladjo, ki se je gibala levo in desno. Njegov položaj so podprli številni častniki. Turner je še dejal, da je za natančno določitev koordinat linijske ladje potrebno 30 minut stabilnega tečaja. Vendar so strokovnjaki za pomorsko plovbo parirali in izjavljali, da lahko lokacijo ladje z visoko natančnostjo določimo z dvema nagiboma v petih minutah.
Po preiskavi je sodišče razsodilo: "Vzrok nesreče je bilo nezakonito ukrepanje vlade nemškega cesarstva", do hitrega potopa pa je prišlo, ker sta obe eksploziji eksplodirali na desni strani ladje in poplavila desno stran. Dejanja kapitana so bila priznana kot kompetentna, ukrepi za reševanje ljudi s strani posadke pa so ustrezali vsem zahtevam. Po odločitvi sodnika bi bilo treba vse zahtevke predložiti nemški vladi. Leta 1925 je bilo Weimar republiki kot povračilo plačanih 2,5 milijona dolarjev.

### Nemški odziv
Dr. Bernhard Dernburg, nekdanji nemški kolonialni sekretar, je 8. maja v Clevelandu v Ohiu podal izjavo, v kateri je poskušal utemeljiti potop Lusitanie, v času, ko je bil Dernburg priznan kot uradni tiskovni predstavnik nemške cesarske vlade v ZDA. Dernburg je dejal, da je Nemčija imela pravico, da jo napade in potopi, ne glede na potnike na krovu, ker je Lusitania prevažala vojno orožje in strelivo s kontrabacijo vojne "in tudi zato, ker je bila" uvrščena med pomožne križarke ".  Dernburg je še dejal, da so opozorila nemškega veleposlaništva pred plovbo in beležka z dne 18. februarja, ki razglaša o obstoju "vojnih območij", Nemčijo razbremenili kakršne koli odgovornosti za smrt ameriških državljanov na krovu. Omenil je strelivo in vojaško blago, prijavljeno na manifestu Lusitanie, in dejal, da je "takšna plovila" po haaških pravilih mogoče zaseči in uničiti brez upoštevanja vojnega območja. Pomočnik družbe Cunard Line, Herman Winter, je zanikal obtožbo, da je ladja prevažala strelivo:
Na krovu je imela 4.200 strelskih nabojev, vendar so bile puške za osebno orožje, spravljene v ločene škatle... zagotovo ne spadajo v klasifikacijo streliva. Oblasti Združenih držav Amerike nam ne bi dovolile, da strelivo, ki ga uporabljajo vojaške oblasti, prevažamo na linijskih potniških ladjah. Lusitania je že leta pred vojno prevažala kartuše z majhno količino orožja.
Dejstvo, da je Lusitania prevažala strelivo in orožje, takrat britanska javnost ni bila seznanjena, saj je bilo mnenje, da bo, čeprav je to dovoljeno po takratnih predpisih, uporabljeno v nemški propagandi. Potop je bil v Turčiji in Avstro-Ogrski ostro kritiziran in so ga neodobravali, medtem ko je v nemškem tisku potop obžaloval Vorwärts, dnevni časopis Socialdemokratske stranke Nemčije, pa tudi kapitan Persius, odkrit mornarski kritik, ki je pisal za Berliner Tageblatt. 
Časnik Kölnische Volkszeitung je povedal: ni bila zadnja ladja. Angleži želijo nemško ljudstvo s stradanjem opustiti nemški narod. Smo bolj humani. Angleško ladjo smo preprosto potopili s potniki, ki so na lastno odgovornost potovali na ladji, ki je zaplula v vojno območje.

### Britanski in ameriški odzivi
Schwiegerja so v zavezniškem javnem tisku obsodili in ga označili za vojnega zločinca.                                                                                                                                                             

Od 139 ameriških državljanov na Lusitaniji jih je 128 izgubilo življenje, v Veliki Britaniji in Ameriki pa je prišlo do velikega ogorčenja. The Nation je to označil za "dejanje, za katerega bi se Hun zardel, Turk pa se osramotil" In Britanci so menili, da morajo Američani napovedati vojno Nemčiji. Ameriški predsednik Woodrow Wilson pa ni hotel pretiravati. V Filadelfiji je 10. maja 1915 rekel: 
Obstaja takšna stvar, da je človek preveč ponosen, da bi se boril. Obstaja taka stvar, da je narod tako pravilen, da mu ni treba s silo prepričevati drugih, kaj je prav.
Ko je Nemčija začela svojo podmorniško kampanjo proti Veliki Britaniji, je Wilson opozoril, da bodo ZDA nemško vlado strogo kaznovale za odgovornost za kršitve ameriških pravic. 1. maja 1915 je izjavil, da "nobenega kršitve, ki bodo storjeno protipravno in nečloveško dejanje", ni mogoče sprejeti kot legitimen izgovor za to dejanje. 
V tednih po potopu je bilo v administraciji vroče razpravljati o tem dogodku. Državni sekretar William Jennings Bryan je pozval h kompromisu in zadržanosti.  ZDA bi morale verjeti, da bi morale Britance prepričati, naj opustijo prepoved živil in omejijo svoje dejavnosti rudarjenja hkrati, ko so Nemci bili prepričani, da bodo omejili svojo podmorniško kampanjo. Predlagal je tudi, naj ameriška vlada resnično opozori državljane ZDA, ki potujejo na katere koli ladje, ki zapluje v vojno območje. Kljub temu, da je naklonjen Bryanovim protivojnim občutkom, je Wilson vztrajal, da se mora nemška vlada opravičiti za potop, odškodnino ameriškim žrtvam in obljubiti, da se bo v prihodnje izognila kakršnemu koli podobnemu dogajanju. 
Manj, kot dve leti po potopu, januarja 1917 je nemška vlada sporočila, da bo ponovno vodila neomejeno vojno podmornice in potopila vsako ladjo za katero bo mislila, da je njihov sivražnik. To je predsednika Wodrowa Wilsona in druge američane močno razjezilo, zato je 3. februarja 1917 Wilson podpisal prekinitev uradnih odnosov z Nemčijo in 6. aprila 1917 je ameriški kongres, pod Wilsonovo prošnjo, Nemčiji razglasil vojno. Zbiranje udeležb v ZDA je bilo sprva počasno, a spomladi, marca 1918 je bilo v Evropo pripeljanih več, kot dva milijona ameriških vojakov. Ker je bila Nemčija glavna zaveznica Avstro-Ogrske, je Amerika decembra 1917 napovedala vojno še Avstro-Ogrski.
Kot nemška vojna odškodnina je Cunard po prvi svetovni vojni dobil nemško ladjo SS Imperator, ki jo je preimenoval v RMS Berengaria. Berengaria je nadomestila vlogo Lusitanie in postala Cunardova vodilna ladja.

## Zadnji preživeli
Zadnja preživela je bila Audrey Warren Lawson-Johnston (née Pearl), ki se je rodila v New Yorku 15. februarja 1915. Bila je četrta od šestih otrok (najmlajša dva sta bila rojena po katastrofi), rojena majorju Fredericu "Frank" Warren  Pearl (26. avgust 1869 - 2. januar 1952) in Amy Lea (née Duncan; 12. november 1880 - 1. februar 1964).  Stara je bila le tri mesece, ko se je v New Yorku s starši, tremi sorojenci in dvema sestrama vkrcala na Lusitanio - in se zaradi starosti ni spominjala nesreče.- Z bratom Stuartom (star 5 let) ju je takrat rešila britanska medicinska sestra Alice Maud Lines, stara 18 let, ki je z njima v naročju skočila s palube in pobegnila v reševalni čoln.  Tudi njeni starši so preživeli, vendar sta umrli sestri Amy (stara 3 leta) in Susan (stara 14 mesecev). Pearl se je poročila s Hughom de Beauchampom Lawsonom-Johnstonom, drugim sinom Georgea Lawsona Johnstona, 1. baronom Luke, 18. julija 1946. Imela sta tri otroke in sta živela v Melchbournu v Bedfordshireu. Hugh je bil leta 1961 visoki šerif iz Bedfordshira. Johnston je leta 2004 obdaril obrežni rešilni čoln Amy Lea na postaji New Quay Lifeboat Station v spomin na svojo mamo. Johnston je umrla 11. januarja 2011. 
Zadnja ameriška preživela potnica je bila Barbara McDermott (rojena Barbara Winifred Anderson v Connecticutu, 15. junija 1912, Roland Anderson in Emily Pybus). V času potopitve je bila stara tri leta.  Njen oče je delal kot risar v tovarni streliva v jugozahodnem Connecticutu. Žene in hčerke ni mogel spremljati na Lusitaniji, saj je prva svetovna vojna v tovarni, kjer je delal, ustvarila visoke zahteve za izdelavo streliva. Barbara se je spomnila, da je v jedilnici prvega razreda jedla sladico, ko je ladjo zadel torpedo. Spomnila se je, da je držala žlico, ko je videla sopotnike, ki so bežali okoli močno poškodovanega dela ladje. Barbara se je sredi kaosa ločila od matere in jo naložila v rešilni čoln št. 15. Barbara je pozneje izvedela, da je njena mati padla v morje, a jo je rešila in postavila v isti rešilni čoln kot njena hči. Niti Barbara niti njena mama nista bili huje poškodovani. Po reševanju sta Barbara in njena mama odpotovali v Darlington, okrožje Durham v Angliji, da bi živeli z materino babico Barbaro.  Barbara je umrla 22. marca 1917 v starosti 28 let. Dve leti pozneje je Barbara zapustila Veliko Britanijo in odpotovala nazaj v Združene države Amerike na Mauretaniji in 26. decembra 1919 prispela v New York. Barbara je umrla 12. aprila 2008 v Wallingfordu v Connecticutu v starosti 95 let.

## Ladijski tovor in druga eksplozija
Lusitanijin tovor je vključeval skoraj 50 ton mitraljeza, 3.240 granat in molotov ter 420 000 nabojev pušk z majhnim strelivom potem, ko je ladja 1. maja izplula iz New Yorka. Vendar so bila ta streliva razvrščena kot strelivo z majhnim orožjem, kar se je izkazalo za neeksplozivna in so bila jasno označena kot taka. Po ameriških predpisih o ladijskem prometu je bila linijska ladja popolnoma zakonita;  strokovnjaki so se strinjali, da za drugo eksplozijo ni krivo orožje ali strelivo. Trditve, da je ladja prevažala bolj kontroverzen tovor, na primer fin aluminij v prahu, skrit na njenih tovornih manifestih, ali pištolo (piroksilen), prikrito kot sodi iz govedine, niso bile nikoli dokazane.
Leta 2007 so morski forenzični preiskovalci menili, da bi bila eksplozija v ladijski napravi za proizvodnjo pare lahko verjetna razlaga za drugo eksplozijo. Vendar pa računi le redkih preživelih, ki jim je uspelo pobegniti iz sprednjih dveh kotlovnic, poročajo, da ladijski kotli niso eksplodirali. Vodilni gasilec Albert Martin je pozneje izpovedal, da mislil, da je torpedo dejansko vstopil v kotlovnico in eksplodiral med skupino kotlov, kar je bilo fizično nemogoče. Znano je tudi, da je bila sprednja kotlovnica napolnjena s paro in da je parni tlak, ki napaja turbine, močno padel po drugi eksploziji. Te kažejo na okvaro, takšne ali drugačne vrste, v ladijski napravi za proizvodnjo pare. Možno je, da je do okvare prišlo neposredno iz enega od kotlov v kotlovnici št. 1, ampak v visokotlačnih parnih vodih do turbin.
Če bi izvirna eksplozija torpeda sama eksplodirala v skladišču premoga kotlovnice št.  1, bi verjetno ladja potonila brez druge eksplozije. Ta prva eksplozija je bila dovolj sama, da je povzročila resne poplave v središču, čeprav bi bila potopitev verjetno počasnejša. Pomanjkljivosti ladijske prvotne neprepustne pregrade so še poslabšale položaj, prav tako pa tudi številne odprtine, ki so bile odprte za prezračevanje.

## Ladijska razbitina
Razbitina Lusitanie leži na globini 93 metrov, 11 milj (18 km) od polotoka Old Head Of Kinsale. Ker je kapitan Turner z ladje v času napada vzel ladijski dnevnik in grafikone, je bil to eden glavnih dejavnikov, da so določili položaj razbitine in našli razbitino po prvi svetovni vojni. Zaradi sile, s katero je zaldela morsko dno, se je močno sesedla na svojo desno stran in se zaradi korozije v zimskih plimovanjih poslabšala bistveno hitreje kot Titanic in Britannic. Kobilica ima "nenavadno ukrivljenost" v obliki bumeranga, kar je lahko povezano s pomanjkanjem moči zaradi izgube njene nadgradnje. Nadgradnja je še zdaj najbolj poškodovan del, ladijski dimniki pa so razbiti. Premec je najvidnejši del razbitine s krmo, poškodovano zaradi globinskih napadov v drugi svetovni vojni, odstranjeni pa so bili trije od štirih propelerjev s strani Oceaneering International leta 1982. Nekatere vidne značilnosti Lusitanie vključujejo še njeno čitljivo ime, nekaj stebričkov, ki so še vedno nedotaknjeni, kosi porušene nadgradnje, nekaj odprtin, kosi reševalnih čolnov in zadnji propeler, na pol zakopan v pesku. Nedavne odprave na razbitino so odkrile, da je razbitina Lusitanie v primerjavi z razbitino Titanica in razbitino ladje Britannic, v veliko slabšem stanju saj se je njen trup že začel sesedati in razpadati.